# حباب (فیلم ۲۰۰۶)
«حباب» (انگلیسی: The Bubble (2006 film)) فیلمی در ژانر درام و کمدی است که در سال ۲۰۰۶ منتشر شد. از بازیگران آن می‌توان به لیور اشکنازی و میرا عوض اشاره کرد.